# Bernd W. Wirtz
Bernd W. Wirtz (* 1964 in Düsseldorf) ist Ökonom und Universitätsprofessor für Informations- und Kommunikationsmanagement an der Deutschen Universität für Verwaltungswissenschaften Speyer.

## Werdegang
Wirtz studierte Betriebswirtschaftslehre in Köln, London und Dortmund und wurde im Bereich Strategisches Management im Medienmarkt promoviert und zum Thema Erfolgsfaktoren des Geschäftsbeziehungsmanagements an der Universität Zürich habilitiert. Von 1999 bis 2004 war er Inhaber des Deutsche-Bank-Lehrstuhls für Unternehmensführung an der Universität Witten/Herdecke sowie Privatdozent für Betriebswirtschaftslehre an der Universität Zürich. Vor seiner wissenschaftlichen Laufbahn war er als Unternehmensberater für Roland Berger & Partners, München, und als Manager für Andersen Consulting (Accenture), Strategic Competency Group, Frankfurt am Main tätig.
Seit 2004 ist Bernd Wirtz Inhaber des Lehrstuhls für Informations- und Kommunikationsmanagement an der Deutschen Universität für Verwaltungswissenschaften Speyer. Er ist zudem Editorial Board Member bei den wissenschaftlichen Journals Long Range Planning, dem International Journal on Media Management, dem Journal of Business Models, dem Journal of Media Business Studies, dem International Journal of Business Environment, dem International Journal of Public Administration, dem Public Organization Review und dem International Review on Public and Nonprofit Marketing.